# Reitzendorf (Gemeinde Martinsberg)
Reitzendorf ist eine Ortschaft und eine Katastralgemeinde der Gemeinde Martinsberg im Bezirk Zwettl in Niederösterreich.

## Geografie
Das Dorf liegt nördlich von Martinsberg am Rand des Weinsberger Waldes an der Landesstraße L 7198 die von Stein nach Ottenschlag führt. Ebenfalls zur Ortschaft gehört der Weiler Vordere Waldhäuser, der sich westlich von Reitzendorf befindet, nicht aber die Rotte Hintere Waldhäuser, diese ist Bestandteil der Ortschaft Prettles. Am 1. April 2020 umfasste die Ortschaft Reitzendorf 15 Adressen.
Südlich des Ortes an der Verbindungsstraße nach Martinsberg befindet sich der Reitzendorfer Teich, dieser gehört aber verwaltungstechnisch zur Katastralgemeinde Mitterndorf.

## Geschichte
Der Ort wurde spätestens 1299 zum ersten Mal schriftlich erwähnt. Im Eintrag der Josephinischen Fassion aus Jahre 1786/87 gab es im heutigen Ort 10 Häuser, welche die Hausnummern Reitzendorf 1 bis 10 hatten.

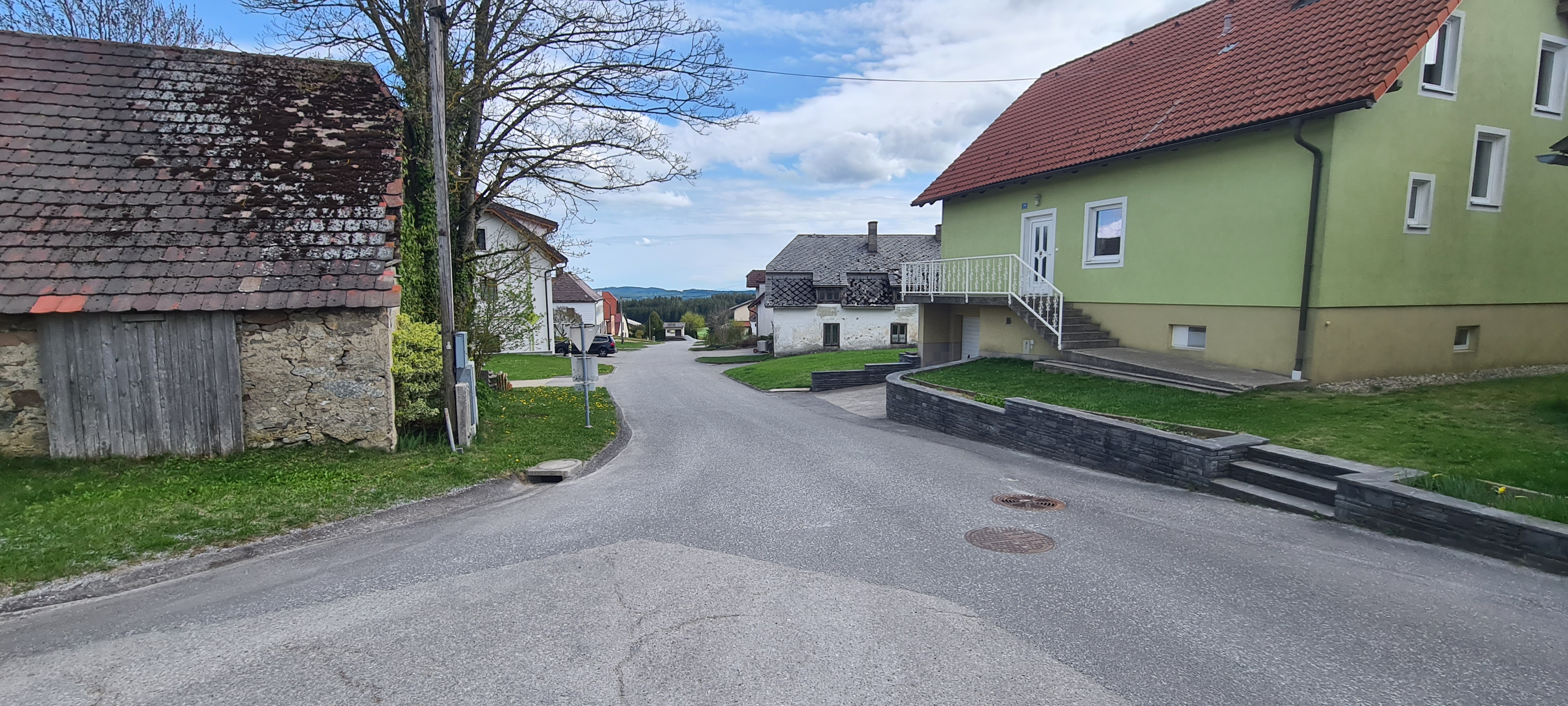
Blick in den Ort

Im Jahr 1822 wurde der Ort als Dorf mit insgesamt elf Häusern genannt, das nach Martinsberg eingepfarrt war, wohin auch die Kinder eingeschult wurden. Die Herrschaft Gutenbrunn besaß die Ortsobrigkeit, die Herrschaft Pöggstall übte die Landgerichtsbarkeit aus, die Herrschaft Gutenbrunn besorgte die Konskription und hatte die Grundherrschaft inne.
Nach der Entstehung der Ortsgemeinden 1849 wurde der Ort eine Katastralgemeinde  der neugegründeten Ortsgemeinde Weixelberg.
Laut Adressbuch von Österreich waren im Jahr 1938 im Dorf Reitzendorf einige Landwirte ansässig.
Im Zuge der Niederösterreichische Kommunalstrukturverbesserung wurde der Ort nach der Auflösung der Gemeinde Weixelberg mit 1. Jänner 1967 ein Teil der Großgemeinde Martinsberg.
Am 1. Jänner 1969 kamen noch der Weiler Vordere Waldhäuser von der Gemeinde Traunstein zum Katastralgemeindegebiet hinzu.

## Siedlungsentwicklung
Zum Jahreswechsel 1979/1980 befanden sich in der Katastralgemeinde Reitzendorf insgesamt 22 Bauflächen mit 8.861 m² und 7 Gärten auf 565 m², 1989/1990 gab es 22 Bauflächen. 1999/2000 war die Zahl der Bauflächen auf 67 angewachsen und 2009/2010 bestanden 23 Gebäude auf 54 Bauflächen.

## Bodennutzung
Die Katastralgemeinde ist landwirtschaftlich geprägt. 169 Hektar wurden zum Jahreswechsel 1979/1980 landwirtschaftlich genutzt und 85 Hektar waren forstwirtschaftlich geführte Waldflächen. 1999/2000 wurde auf 169 Hektar Landwirtschaft betrieben und 85 Hektar waren als forstwirtschaftlich genutzte Flächen ausgewiesen. Ende 2018 waren 161 Hektar als landwirtschaftliche Flächen genutzt und Forstwirtschaft wurde auf 86 Hektar betrieben. Die durchschnittliche Bodenklimazahl von Reitzendorf beträgt 21,1 (Stand 2010).

## Natur
Die Rotbuchengruppe südwestlich des Dorfes steht unter Naturschutz (Listeneintrag).